# 아베 마사타네
아베 마사타네(일본어: 阿部正鎮)는 미카와 가리야 번 제2대 번주, 가즈사 사누키 번 초대 번주이다. 사누키 번 아베가(종가는 빈고 후쿠야마 번주 가문) 제2대 당주.
| 전임 아베 마사하루 | 제2대 미카와 가리야 번 번주 (후다이 아베 가) 1709년 ~ 1710년 | 후임 혼다 다다나가 |

| 전임 막부령(야나기사와 야스아키) | 제1대 사누키 번 번주 (후다이 아베 가) 1710년 ~ 1751년 | 후임 아베 마사오키 |